# 왕위군
왕위군(王位君, 생몰년 미상)은 고려(高麗)의 태자(太子)이자 태조(太祖)와 정덕왕후(貞德王后) 류씨(柳氏)의 아들이다, 성은 왕(王), 이름은 전해지지 않는다. 본관은 개성(開城)

## 가계
- 조부 : 세조(世祖, ? ~897)
- 조모 : 위숙왕후(威肅王后)
  - 부왕 : 태조(太祖, 877~943, 재위:918~943)
  - 모후 : 정덕왕후(貞德王后)
    - 태자 : 왕위군(王位君)

## 왕위군이 등장하는 작품
- 《빛나거나 미치거나》(MBC, 2015년~2015년, 배우 : 박선호)